# Ахметели, Владимир Георгиевич
Владимир (Ладо) Георгиевич Ахметели (груз. ვლადიმერ გიორგის ძე ახმეტელი, 10 марта 1875, Анага, Российская империя — 12 августа 1942, Берлин) — грузинский политический и общественный деятель, писатель, журналист.

## Биография

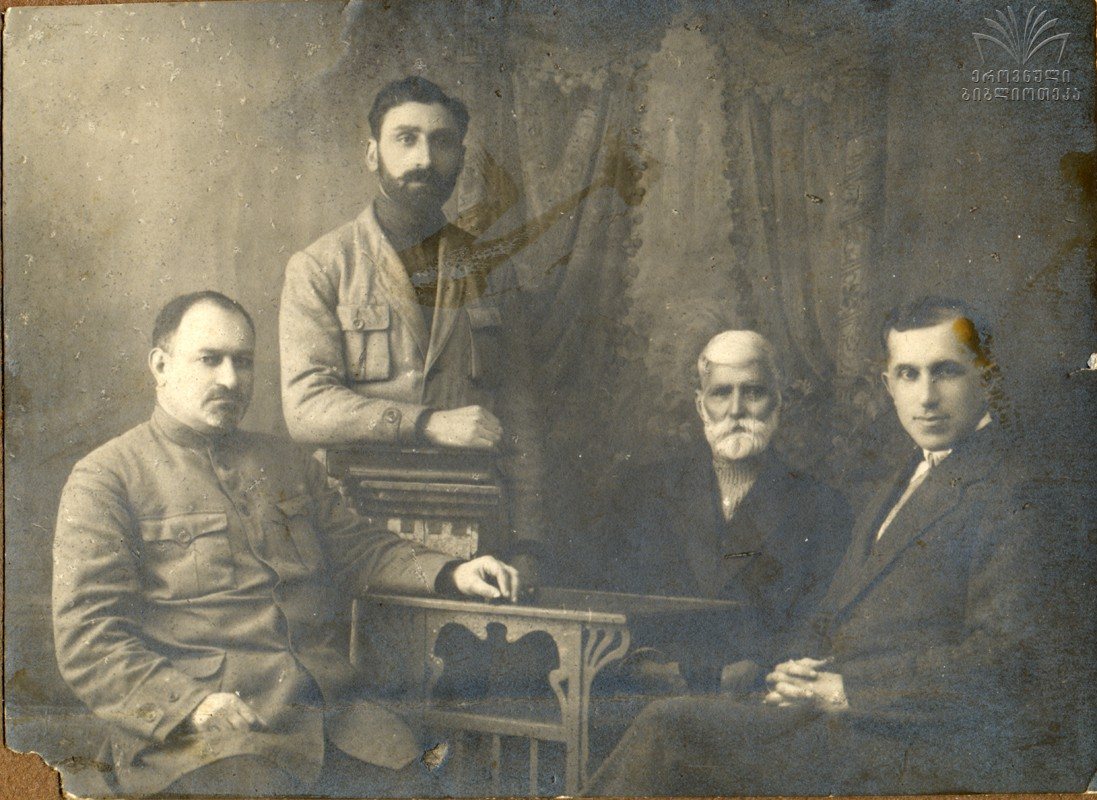
Владимир Ахметелашвили (Ахметели), Георгий Ахметелашвили, Исидор Рамишвили и Евгений (Гено) Урушадзе

Родился в Кахетии, в селе Анага, в семье протоиерея Георгия Ахметелашвили. Старший брат Свимона Ахметели.
Учился в Телавской духовной школе и семинарии в Тифлисе, затем в Лейпцигской высшей школе торговли (1898—1901), в университетах Лейпцига и Галле (1901—1904). В 1904 году защитил докторскую диссертацию в Университете Галле на тему «Внутренняя торговля в Грузии» (Der Hausierhandel in Georgien). Вернувшись в Грузию, публиковал в прессе статьи по экономике, о немецкой социал-демократии и рабочем движении (под псевдонимом Шварц).
В мае 1918 года был назначен послом Демократической Республики Грузия в Германии. Посольство Грузии в Берлине под руководством Ахметели стало центром грузинской культуры в Германии.
После советизации Грузии посольство Грузии было упразднено германо-советским соглашением 1922 года. Ахметели стал членом грузинской диаспоры в Берлине и боролся за внимание европейцев к Грузии.
С 1938 года он возглавлял «Кавказскую дивизию», созданную правительством Германии.
Скоропостижно скончался в Берлине; похоронен там же.